# Gand-Wevelgem 2025
Cet article concerne la course masculine. Pour la course féminine, voir Gand-Wevelgem féminin 2025.
La 87e édition de Gand-Wevelgem in Flanders Field, une course cycliste masculine sur route, a lieu le 30 mars 2025. Le parcours est tracé principalement dans la province de Flandre-Occidentale, en Belgique. 
L'édition 2025 est remportée en solitaire par Mads Pedersen (Lidl-Trek). Tim Merlier (Soudal Quick-Step) et Jonathan Milan (Lidl-Trek) règlent le sprint du peloton et s'adjugent la deuxième et troisième place.

## Présentation
Gand-Wevelgem fait partie du calendrier UCI World Tour 2025 en catégorie 1.UWT. Elle est organisée par le vélo club Het Vliegend Wiel et fait partie du calendrier de l'UCI World Tour depuis 2006.

### Équipes
Vingt-cinq équipes sont inscrites à la course, avec les dix-huit UCI WorldTeams et sept UCI ProTeams invitées. 
| WorldTeams (18)- Arkéa-B&B Hotels - Alpecin-Deceuninck - Bahrain-Victorious - Cofidis - Decathlon AG2R La Mondiale Team - EF Education-EasyPost - Groupama-FDJ - Ineos Grenadiers - Intermarché-Wanty - Lidl-Trek - Movistar Team - Red Bull-BORA-hansgrohe - Soudal Quick-Step - Team Jayco AlUla - Team Picnic-PostNL - Team Visma \| Lease a Bike - UAE Team Emirates XRG - XDS Astana Team ProTeams (7)- Lotto - Israel-Premier Tech - Q36.5 Pro Cycling Team - Uno-X Mobility - Team Flanders-Baloise - Tudor Pro Cycling Team - Team TotalEnergies |
| |

### Parcours
Le départ est donné Menenpoort à Ypres et la ligne d'arrivée est tracée sur Vanackerestraat à Wevelgem après un parcours de 250,3 km. Au programme, les coureurs franchissent entre autres le Monteberg, le Baneberg, le Scherpenberg, sans oublier le Mont Kemmel à escalader trois fois. Comme l'année précédente, le parcours comprend  des plugstreets, d’étroits chemins mi-terre, mi-gravier qui sillonnent le bois de Ploegsteert (dans la commune wallonne de Comines-Warneton).
| Mont | Nom                     | Km (à confirmer) | Revêtement | Longueur (m) | Pente moyenne | Km de l'arrivée (à confirmer) |
| ---- | ----------------------- | ---------------- | ---------- | ------------ | ------------- | ----------------------------- |
| 1    | Scherpenberg            | 156,5            | Asphalte   | 1 000        | 2,3 %         | 96,6                          |
| 2    | Baneberg (nl)           | 161,2            | Asphalte   | 1 300        | 6 %           | 91,9                          |
| 3    | Monteberg (nl)          | 167,2            | Asphalte   | 1 000        | 5,4 %         | 85,9                          |
| 4    | Mont Kemmel - Belvedère | 169,0            | Pavé       | 400          | 10,4 %        | 84,1                          |
| 5    | Monteberg (nl)          | 199,5            | Asphalte   | 1 000        | 5,4 %         | 53,6                          |
| 6    | Mont Kemmel - Belvedère | 201,3            | Pavé       | 400          | 10,4 %        | 51,8                          |
| 7    | Scherpenberg            | 208,8            | Asphalte   | 1 000        | 2,3 %         | 44,3                          |
| 8    | Baneberg (nl)           | 213,5            | Asphalte   | 1 300        | 6 %           | 39,6                          |
| 9    | Mont Kemmel - Ossuaire  | 218,8            | Pavé       | 700          | 10,9 %        | 34,3                          |

### Favoris
Au vu des résultats obtenus deux jours plus tôt à l'E3 Saxo Bank Classic et vu les absences de Mathieu van der Poel, Wout van Aert et de Tadej Pogačar, initialement prévu au départ, le principal favori est Mads Pedersen. On peut citer parmi les autres favoris ou outsiders Olav Kooij, Matteo Jorgenson, Jonathan Milan, Jasper Philipsen, Biniam Girmay, Paul Magnier, Michael Matthews, Tim Merlier, Laurence Pithie, Tim Wellens, Matej Mohorič, Kasper Asgreen, Jordi Meeus et Søren Wærenskjold'.

## Déroulement de la course
L’échappée matinale formée en deux temps compte neuf coureurs. L'avance maximale de ce groupe ne dépasse pas les quatre minutes sur un peloton qui se scinde en plusieurs parties. Dans les Plugstreets, à plus de 70 kilomètres de l'arrivée, Mads Pedersen contre attaque suivi par les seuls Jasper Philipsen et Olav Kooij. Mais Philipsen est victime d'une crevaison et Kooij chute quelques hectomètres plus loin. Pedersen est rattrapé par Arjen Livyns. Les deux hommes reviennent sur les échappés. Dans l’avant-dernier passage du Mont Kemmel, Pedersen monte cette côte pavée en puissance, accélère et s'isole en tête, creusant progressivement un écart sur ses adversaires qui se regroupent à plus d'une minute. Le Danois est en route vers une troisième victoire à Wevelgem, devenant le plus titré de cette course en compagnie de six autres coureurs. Tim Merlier remporte le sprint du peloton devant Jonathan Milan.

## Classements

### Classement final
| \| Classement général \| Classement général \| Classement général \| Classement général \| Classement général \| \| Coureur \| Coureur \| Pays \| Équipe \| Temps \| \| ------------------ \| ------------------ \| ------------------ \| ----------------------- \| ------------------ \| \| 1er \| Mads Pedersen \| Danemark \| Lidl-Trek \| 5 h 30 min 21 s \| \| 2e \| Tim Merlier \| Belgique \| Soudal Quick-Step \| + 49 s \| \| 3e \| Jonathan Milan \| Italie \| Lidl-Trek \| + 49 s \| \| 4e \| Alexander Kristoff \| Norvège \| Uno-X Mobility \| + 49 s \| \| 5e \| Hugo Hofstetter \| France \| Israel-Premier Tech \| + 49 s \| \| 6e \| Davide Ballerini \| Italie \| XDS Astana Team \| + 49 s \| \| 7e \| Biniam Girmay \| Érythrée \| Intermarché-Wanty \| + 49 s \| \| 8e \| Jenno Berckmoes \| Belgique \| Lotto \| + 49 s \| \| 9e \| Jordi Meeus \| Belgique \| Red Bull-Bora-Hansgrohe \| + 49 s \| \| 10e \| Laurenz Rex \| Belgique \| Intermarché-Wanty \| + 49 s \| |                    |          |                         |                 |
| |                    |          |                         |                 |
| |                    |          |                         |                 |
| Classement général |                    |          |                         |                 |
| Coureur | Coureur            | Pays     | Équipe                  | Temps           |
| 1er | Mads Pedersen      | Danemark | Lidl-Trek               | 5 h 30 min 21 s |
| 2e | Tim Merlier        | Belgique | Soudal Quick-Step       | + 49 s          |
| 3e | Jonathan Milan     | Italie   | Lidl-Trek               | + 49 s          |
| 4e | Alexander Kristoff | Norvège  | Uno-X Mobility          | + 49 s          |
| 5e | Hugo Hofstetter    | France   | Israel-Premier Tech     | + 49 s          |
| 6e | Davide Ballerini   | Italie   | XDS Astana Team         | + 49 s          |
| 7e | Biniam Girmay      | Érythrée | Intermarché-Wanty       | + 49 s          |
| 8e | Jenno Berckmoes    | Belgique | Lotto                   | + 49 s          |
| 9e | Jordi Meeus        | Belgique | Red Bull-Bora-Hansgrohe | + 49 s          |
| 10e | Laurenz Rex        | Belgique | Intermarché-Wanty       | + 49 s          |

### Classement UCI
La course attribue des points au Classement mondial UCI 2025 selon le barème suivant :
| Position           | 1er | 2e  | 3e  | 4e  | 5e  | 6e  | 7e  | 8e  | 9e  | 10e | 11e | 12e | 13e | 14e | 15e | 16e à 20e | 21e à 30e | 31e à 50e | 51e à 55e | 56e à 60e |
| Classement général | 500 | 400 | 325 | 275 | 225 | 175 | 150 | 125 | 100 | 85  | 70  | 60  | 50  | 40  | 35  | 30        | 20        | 10        | 5         | 3         |

## Liste des participants
| Légende | Légende                                                                    | Légende | Légende                                                    |
| ------- | -------------------------------------------------------------------------- | ------- | ---------------------------------------------------------- |
| Num     | Dossard de départ porté par le coureur sur ce Gand-Wevelgem                | Pos     | Position à l'arrivée de la course                          |
|         | Indique un maillot de champion national ou mondial, suivi de sa spécialité | NP      | Indique un coureur qui n'a pas pris le départ de la course |
| AB      | Indique un coureur qui n'a pas terminé la course                           | HD      | Indique un coureur qui a terminé la course hors des délais |

| Lidl-Trek LTK                                     | Lidl-Trek LTK        | Lidl-Trek LTK |
| ------------------------------------------------- | -------------------- | ------------- |
| Num                                               | Coureur              | Pos           |
| 1                                                 | Mads Pedersen (DEN)  | 1er           |
| 2                                                 | Daan Hoole (NED)     | AB            |
| 3                                                 | Alex Kirsch (LUX)    | 36e           |
| 4                                                 | Jonathan Milan (ITA) | 3e            |
| 5                                                 | Jasper Stuyven (BEL) | 43e           |
| 6                                                 | Toms Skujiņš (LAT)   | 46e           |
| 7                                                 | Mathias Vacek (CZE)  | AB            |
| Directeur sportif : Steven de Jongh, Grégory Rast |                      |               |

| UAE Team Emirates XRG UAD                        | UAE Team Emirates XRG UAD | UAE Team Emirates XRG UAD |
| ------------------------------------------------ | ------------------------- | ------------------------- |
| Num                                              | Coureur                   | Pos                       |
| 11                                               | Tim Wellens (BEL)         | 37e                       |
| 12                                               | Mikkel Bjerg (DEN)        | 50e                       |
| 13                                               | Sebastián Molano (COL)    | AB                        |
| 14                                               | Rui Oliveira (POR)        | 66e                       |
| 15                                               | Nils Politt (GER)         | 34e                       |
| 16                                               | Florian Vermeersch (BEL)  | 23e                       |
| 17                                               | Filippo Baroncini (ITA)   | AB                        |
| Directeur sportif : Fabio Baldato, Marco Marcato |                           |                           |

| Alpecin-Deceuninck ADC                                    | Alpecin-Deceuninck ADC      | Alpecin-Deceuninck ADC |
| --------------------------------------------------------- | --------------------------- | ---------------------- |
| Num                                                       | Coureur                     | Pos                    |
| 21                                                        | Jasper Philipsen (BEL)      | 44e                    |
| 22                                                        | Robbe Ghys (BEL)            | AB                     |
| 23                                                        | Timo Kielich (BEL)          | 47e                    |
| 24                                                        | Fabio Van den Bossche (BEL) | 82e                    |
| 25                                                        | Jonas Rickaert (BEL)        | 64e                    |
| 26                                                        | Gianni Vermeersch (BEL)     | 83e                    |
| 27                                                        | Silvan Dillier (SUI)        | AB                     |
| Directeur sportif : Christoph Roodhooft, Frederik Willems |                             |                        |

| Soudal Quick-Step SOQ                       | Soudal Quick-Step SOQ     | Soudal Quick-Step SOQ |
| ------------------------------------------- | ------------------------- | --------------------- |
| Num                                         | Coureur                   | Pos                   |
| 31                                          | Tim Merlier (BEL) (route) | 2e                    |
| 32                                          | Paul Magnier (FRA)        | 38e                   |
| 33                                          | Yves Lampaert (BEL)       | 51e                   |
| 34                                          | Luke Lamperti (USA)       | AB                    |
| 35                                          | Louis Vervaeke (BEL)      | 67e                   |
| 36                                          | Bert Van Lerberghe (BEL)  | 52e                   |
| 37                                          | Warre Vangheluwe (BEL)    | AB                    |
| Directeur sportif : Tom Steels, Iljo Keisse |                           |                       |

| Intermarché-Wanty IWA                            | Intermarché-Wanty IWA           | Intermarché-Wanty IWA |
| ------------------------------------------------ | ------------------------------- | --------------------- |
| Num                                              | Coureur                         | Pos                   |
| 41                                               | Biniam Girmay (ERI)             | 7e                    |
| 42                                               | Roel van Sintmaartensdijk (NED) | 93e                   |
| 43                                               | Vito Braet (BEL)                | 94e                   |
| 44                                               | Hugo Page (FRA)                 | AB                    |
| 45                                               | Adrien Petit (FRA)              | AB                    |
| 46                                               | Laurenz Rex (BEL)               | 10e                   |
| 47                                               | Jonas Rutsch (GER)              | 88e                   |
| Directeur sportif : Dimitri Claeys, Aike Visbeek |                                 |                       |

| Ineos Grenadiers IGD                            | Ineos Grenadiers IGD   | Ineos Grenadiers IGD |
| ----------------------------------------------- | ---------------------- | -------------------- |
| Num                                             | Coureur                | Pos                  |
| 51                                              | Salvatore Puccio (ITA) | AB                   |
| 52                                              | Tobias Foss (NOR)      | 77e                  |
| 53                                              | Bob Jungels (LUX)      | AB                   |
| 54                                              | Connor Swift (GBR)     | 72e                  |
| 55                                              | Joshua Tarling (GBR)   | 49e                  |
| 56                                              | Ben Turner (GBR)       | 25e                  |
| 57                                              | Samuel Watson (GBR)    | 91e                  |
| Directeur sportif : Imanol Erviti, Ian Stannard |                        |                      |

| Team Visma \| Lease a Bike TVL                      | Team Visma \| Lease a Bike TVL | Team Visma \| Lease a Bike TVL |
| --------------------------------------------------- | ------------------------------ | ------------------------------ |
| Num                                                 | Coureur                        | Pos                            |
| 61                                                  | Olav Kooij (NED)               | AB                             |
| 62                                                  | Daniel McLay (GBR)             | AB                             |
| 63                                                  | Victor Campenaerts (BEL)       | 41e                            |
| 64                                                  | Tosh Van der Sande (BEL)       | 78e                            |
| 65                                                  | Tiesj Benoot (BEL)             | 19e                            |
| 66                                                  | Matteo Jorgenson (USA)         | 30e                            |
| 67                                                  | Julien Vermote (BEL)           | 87e                            |
| Directeur sportif : Richard Plugge, Maarten Wynants |                                |                                |

| EF Education-EasyPost EFE                        | EF Education-EasyPost EFE | EF Education-EasyPost EFE |
| ------------------------------------------------ | ------------------------- | ------------------------- |
| Num                                              | Coureur                   | Pos                       |
| 71                                               | Vincenzo Albanese (ITA)   | AB                        |
| 72                                               | Harry Sweeny (AUS)        | 53e                       |
| 73                                               | Owain Doull (GBR)         | 28e                       |
| 74                                               | Madis Mihkels (EST)       | 14e                       |
| 75                                               | Jack Rootkin-Gray (GBR)   | AB                        |
| 76                                               | Yuhi Todome (JPN)         | AB                        |
| 77                                               | Max Walker (GBR)          | 79e                       |
| Directeur sportif : Andreas Klier, Ken Vanmarcke |                           |                           |

| Bahrain Victorious TBV                            | Bahrain Victorious TBV    | Bahrain Victorious TBV |
| ------------------------------------------------- | ------------------------- | ---------------------- |
| Num                                               | Coureur                   | Pos                    |
| 81                                                | Matej Mohorič (SLO)       | AB                     |
| 82                                                | Phil Bauhaus (GER)        | AB                     |
| 83                                                | Alberto Bruttomesso (ITA) | AB                     |
| 84                                                | Kamil Gradek (POL)        | 90e                    |
| 85                                                | Andrea Pasqualon (ITA)    | 68e                    |
| 86                                                | Robert Stannard (AUS)     | AB                     |
| 87                                                | Fred Wright (GBR)         | 56e                    |
| Directeur sportif : Aart Vierhouten, Michał Gołaś |                           |                        |

| Arkéa-B&B Hotels ARK                                  | Arkéa-B&B Hotels ARK  | Arkéa-B&B Hotels ARK |
| ----------------------------------------------------- | --------------------- | -------------------- |
| Num                                                   | Coureur               | Pos                  |
| 91                                                    | Arnaud Démare (FRA)   | 59e                  |
| 92                                                    | Amaury Capiot (BEL)   | AB                   |
| 93                                                    | Léandre Lozouet (FRA) | AB                   |
| 94                                                    | Donavan Grondin (FRA) | AB                   |
| 95                                                    | Miles Scotson (AUS)   | AB                   |
| 96                                                    | Giosuè Epis (ITA)     | AB                   |
| 97                                                    | Pierre Thierry (FRA)  | AB                   |
| Directeur sportif : Sébastien Hinault, Mickaël Leveau |                       |                      |

| Cofidis COF                                            | Cofidis COF             | Cofidis COF |
| ------------------------------------------------------ | ----------------------- | ----------- |
| Num                                                    | Coureur                 | Pos         |
| 101                                                    | Aimé De Gendt (BEL)     | 26e         |
| 102                                                    | Eddy Finé (FRA)         | AB          |
| 103                                                    | Clément Izquierdo (FRA) | AB          |
| 104                                                    | Sam Maisonobe (FRA)     | 33e         |
| 105                                                    | Alexis Renard (FRA)     | AB          |
| 106                                                    | Ludovic Robeet (BEL)    | 70e         |
| 107                                                    | Jan Maas (NED)          | AB          |
| Directeur sportif : Jimmy Engoulvent, Thierry Marichal |                         |             |

| Decathlon-AG2R La Mondiale DAT                              | Decathlon-AG2R La Mondiale DAT | Decathlon-AG2R La Mondiale DAT |
| ----------------------------------------------------------- | ------------------------------ | ------------------------------ |
| Num                                                         | Coureur                        | Pos                            |
| 111                                                         | Oliver Naesen (BEL)            | 21e                            |
| 112                                                         | Dries De Bondt (BEL)           | 22e                            |
| 113                                                         | Sander De Pestel (BEL)         | 35e                            |
| 114                                                         | Oscar Chamberlain (AUS)        | AB                             |
| 115                                                         | Tord Gudmestad (NOR)           | AB                             |
| 116                                                         | Stefan Bissegger (SUI)         | 29e                            |
| 117                                                         | Sam Bennett (IRL)              | AB                             |
| Directeur sportif : Julien Jurdie, Luke Rowe, Didier Jannel |                                |                                |

| Groupama-FDJ GFC                     | Groupama-FDJ GFC        | Groupama-FDJ GFC |
| ------------------------------------ | ----------------------- | ---------------- |
| Num                                  | Coureur                 | Pos              |
| 121                                  | Valentin Madouas (FRA)  | 32e              |
| 122                                  | Cyril Barthe (FRA)      | 60e              |
| 123                                  | Johan Jacobs (SUI)      | AB               |
| 124                                  | Olivier Le Gac (FRA)    | 65e              |
| 125                                  | Sven Erik Bystrøm (NOR) | AB               |
| 126                                  | Paul Penhoët (FRA)      | 86e              |
| 127                                  | Clément Russo (FRA)     | 13e              |
| Directeur sportif : Frédéric Guesdon |                         |                  |

| Movistar Team MOV                    | Movistar Team MOV         | Movistar Team MOV |
| ------------------------------------ | ------------------------- | ----------------- |
| Num                                  | Coureur                   | Pos               |
| 131                                  | Carlos Canal (ESP)        | 20e               |
| 132                                  | Jon Barrenetxea (ESP)     | AB                |
| 133                                  | Davide Cimolai (ITA)      | AB                |
| 134                                  | Iván García Cortina (ESP) | 24e               |
| 135                                  | Orluis Aular (VEN)        | AB                |
| 136                                  | Iván Romeo (ESP)          | AB                |
| 137                                  | Manlio Moro (ITA)         | 95e               |
| Directeur sportif : Jürgen Roelandts |                           |                   |

| Red Bull-Bora-Hansgrohe RBH | Red Bull-Bora-Hansgrohe RBH | Red Bull-Bora-Hansgrohe RBH |
| --------------------------- | --------------------------- | --------------------------- |
| Num                         | Coureur                     | Pos                         |
| 141                         | Jordi Meeus (BEL)           | 9e                          |
| 142                         | Gianni Moscon (ITA)         | AB                          |
| 143                         | Ryan Mullen (IRL)           | AB                          |
| 144                         | Laurence Pithie (NZL)       | 27e                         |
| 145                         | Mick van Dijke (NED)        | 76e                         |
| 146                         | Tim van Dijke (NED)         | 84e                         |
| 147                         | Danny van Poppel (NED)      | AB                          |

| Team Jayco AlUla JAY | Team Jayco AlUla JAY   | Team Jayco AlUla JAY |
| -------------------- | ---------------------- | -------------------- |
| Num                  | Coureur                | Pos                  |
| 151                  | Michael Matthews (AUS) | 39e                  |
| 152                  | Robert Donaldson (GBR) | AB                   |
| 153                  | Patrick Gamper (AUT)   | AB                   |
| 154                  | Kelland O'Brien (AUS)  | AB                   |
| 155                  | Elmar Reinders (NED)   | AB                   |
| 156                  | Max Walscheid (GER)    | 55e                  |
| 157                  | Jasha Sütterlin (GER)  | AB                   |

| Team Picnic-PostNL TPP | Team Picnic-PostNL TPP     | Team Picnic-PostNL TPP |
| ---------------------- | -------------------------- | ---------------------- |
| Num                    | Coureur                    | Pos                    |
| 161                    | John Degenkolb (GER)       | 11e                    |
| 162                    | Alexander Edmondson (AUS)  | AB                     |
| 163                    | Casper van Uden (NED)      | 57e                    |
| 164                    | Sean Flynn (GBR)           | 74e                    |
| 165                    | Enzo Leijnse (NED)         | AB                     |
| 166                    | Tobias Lund Andresen (DEN) | AB                     |
| 167                    | Niklas Märkl (GER)         | AB                     |

| XDS Astana Team XAT | XDS Astana Team XAT    | XDS Astana Team XAT |
| ------------------- | ---------------------- | ------------------- |
| Num                 | Coureur                | Pos                 |
| 171                 | Davide Ballerini (ITA) | 6e                  |
| 172                 | Cees Bol (NED)         | 71e                 |
| 173                 | Aaron Gate (NZL)       | 61e                 |
| 174                 | Michele Gazzoli (ITA)  | AB                  |
| 175                 | Max Kanter (GER)       | AB                  |
| 176                 | Yevgeniy Fedorov (KAZ) | 18e                 |
| 177                 | Mike Teunissen (NED)   | 16e                 |

| Lotto LOT | Lotto LOT                   | Lotto LOT |
| --------- | --------------------------- | --------- |
| Num       | Coureur                     | Pos       |
| 181       | Arnaud De Lie (BEL) (route) | AB        |
| 182       | Jenno Berckmoes (BEL)       | 8e        |
| 183       | Sébastien Grignard (BEL)    | AB        |
| 184       | Alec Segaert (BEL)          | 45e       |
| 185       | Arjen Livyns (BEL)          | 42e       |
| 186       | Brent Van Moer (BEL)        | 31e       |
| 187       | Joshua Giddings (GBR)       | AB        |

| Israel-Premier Tech IPT | Israel-Premier Tech IPT   | Israel-Premier Tech IPT |
| ----------------------- | ------------------------- | ----------------------- |
| Num                     | Coureur                   | Pos                     |
| 191                     | Hugo Hofstetter (FRA)     | 5e                      |
| 193                     | Guillaume Boivin (CAN)    | AB                      |
| 194                     | Pier-André Côté (CAN)     | AB                      |
| 195                     | Riley Pickrell (CAN)      | 80e                     |
| 196                     | Matîs Louvel (FRA)        | 17e                     |
| 197                     | Michael Schwarzmann (GER) | AB                      |
| 198                     | Tom Van Asbroeck (BEL)    | 73e                     |

| Q36.5 Pro Cycling Team Q36 | Q36.5 Pro Cycling Team Q36  | Q36.5 Pro Cycling Team Q36 |
| -------------------------- | --------------------------- | -------------------------- |
| Num                        | Coureur                     | Pos                        |
| 201                        | Giacomo Nizzolo (ITA)       | AB                         |
| 202                        | David González López (ESP)  | AB                         |
| 203                        | Emīls Liepiņš (LAT) (route) | 63e                        |
| 204                        | Kamil Małecki (POL)         | AB                         |
| 205                        | Nicolò Parisini (ITA)       | AB                         |
| 206                        | Jannik Steimle (GER)        | 85e                        |
| 207                        | Rory Townsend (IRL)         | AB                         |

| Team Flanders-Baloise TFB | Team Flanders-Baloise TFB | Team Flanders-Baloise TFB |
| ------------------------- | ------------------------- | ------------------------- |
| Num                       | Coureur                   | Pos                       |
| 211                       | Victor Vercouillie (BEL)  | AB                        |
| 212                       | Jules Hesters (BEL)       | AB                        |
| 213                       | Milan Lanhove (BEL)       | AB                        |
| 214                       | Noah Vandenbranden (BEL)  | AB                        |
| 215                       | Yentl Vandevelde (BEL)    | AB                        |
| 216                       | Ward Vanhoof (BEL)        | 89e                       |
| 217                       | Alex Colman (BEL)         | 75e                       |

| Team TotalEnergies TEN | Team TotalEnergies TEN  | Team TotalEnergies TEN |
| ---------------------- | ----------------------- | ---------------------- |
| Num                    | Coureur                 | Pos                    |
| 221                    | Anthony Turgis (FRA)    | 12e                    |
| 222                    | Sandy Dujardin (FRA)    | AB                     |
| 223                    | Thomas Gachignard (FRA) | AB                     |
| 224                    | Émilien Jeannière (FRA) | AB                     |
| 225                    | Samuel Leroux (FRA)     | 62e                    |
| 226                    | Lorrenzo Manzin (FRA)   | AB                     |
| 227                    | Alexys Brunel (FRA)     | 81e                    |

| Tudor Pro Cycling Team TUD | Tudor Pro Cycling Team TUD | Tudor Pro Cycling Team TUD |
| -------------------------- | -------------------------- | -------------------------- |
| Num                        | Coureur                    | Pos                        |
| 231                        | Matteo Trentin (ITA)       | 15e                        |
| 232                        | Marco Haller (AUT)         | 48e                        |
| 233                        | Petr Kelemen (CZE)         | AB                         |
| 234                        | Fabian Lienhard (SUI)      | 92e                        |
| 235                        | Marius Mayrhofer (GER)     | AB                         |
| 236                        | Arthur Kluckers (LUX)      | AB                         |
| 237                        | Maikel Zijlaard (NED)      | AB                         |

| Uno-X Mobility UXM | Uno-X Mobility UXM          | Uno-X Mobility UXM |
| ------------------ | --------------------------- | ------------------ |
| Num                | Coureur                     | Pos                |
| 241                | Alexander Kristoff (NOR)    | 4e                 |
| 242                | Søren Wærenskjold (NOR)     | AB                 |
| 243                | William Blume Levy (DEN)    | AB                 |
| 244                | Rasmus Tiller (NOR)         | 54e                |
| 245                | Erik Nordsæter Resell (NOR) | 58e                |
| 246                | Anders Skaarseth (NOR)      | 69e                |
| 247                | Jonas Abrahamsen (NOR)      | 40e                |

| Lidl-Trek LTK                                     | Lidl-Trek LTK        | Lidl-Trek LTK |
| ------------------------------------------------- | -------------------- | ------------- |
| Num                                               | Coureur              | Pos           |
| 1                                                 | Mads Pedersen (DEN)  | 1er           |
| 2                                                 | Daan Hoole (NED)     | AB            |
| 3                                                 | Alex Kirsch (LUX)    | 36e           |
| 4                                                 | Jonathan Milan (ITA) | 3e            |
| 5                                                 | Jasper Stuyven (BEL) | 43e           |
| 6                                                 | Toms Skujiņš (LAT)   | 46e           |
| 7                                                 | Mathias Vacek (CZE)  | AB            |
| Directeur sportif : Steven de Jongh, Grégory Rast |                      |               |

| UAE Team Emirates XRG UAD                        | UAE Team Emirates XRG UAD | UAE Team Emirates XRG UAD |
| ------------------------------------------------ | ------------------------- | ------------------------- |
| Num                                              | Coureur                   | Pos                       |
| 11                                               | Tim Wellens (BEL)         | 37e                       |
| 12                                               | Mikkel Bjerg (DEN)        | 50e                       |
| 13                                               | Sebastián Molano (COL)    | AB                        |
| 14                                               | Rui Oliveira (POR)        | 66e                       |
| 15                                               | Nils Politt (GER)         | 34e                       |
| 16                                               | Florian Vermeersch (BEL)  | 23e                       |
| 17                                               | Filippo Baroncini (ITA)   | AB                        |
| Directeur sportif : Fabio Baldato, Marco Marcato |                           |                           |

| Alpecin-Deceuninck ADC                                    | Alpecin-Deceuninck ADC      | Alpecin-Deceuninck ADC |
| --------------------------------------------------------- | --------------------------- | ---------------------- |
| Num                                                       | Coureur                     | Pos                    |
| 21                                                        | Jasper Philipsen (BEL)      | 44e                    |
| 22                                                        | Robbe Ghys (BEL)            | AB                     |
| 23                                                        | Timo Kielich (BEL)          | 47e                    |
| 24                                                        | Fabio Van den Bossche (BEL) | 82e                    |
| 25                                                        | Jonas Rickaert (BEL)        | 64e                    |
| 26                                                        | Gianni Vermeersch (BEL)     | 83e                    |
| 27                                                        | Silvan Dillier (SUI)        | AB                     |
| Directeur sportif : Christoph Roodhooft, Frederik Willems |                             |                        |

| Soudal Quick-Step SOQ                       | Soudal Quick-Step SOQ     | Soudal Quick-Step SOQ |
| ------------------------------------------- | ------------------------- | --------------------- |
| Num                                         | Coureur                   | Pos                   |
| 31                                          | Tim Merlier (BEL) (route) | 2e                    |
| 32                                          | Paul Magnier (FRA)        | 38e                   |
| 33                                          | Yves Lampaert (BEL)       | 51e                   |
| 34                                          | Luke Lamperti (USA)       | AB                    |
| 35                                          | Louis Vervaeke (BEL)      | 67e                   |
| 36                                          | Bert Van Lerberghe (BEL)  | 52e                   |
| 37                                          | Warre Vangheluwe (BEL)    | AB                    |
| Directeur sportif : Tom Steels, Iljo Keisse |                           |                       |

| Intermarché-Wanty IWA                            | Intermarché-Wanty IWA           | Intermarché-Wanty IWA |
| ------------------------------------------------ | ------------------------------- | --------------------- |
| Num                                              | Coureur                         | Pos                   |
| 41                                               | Biniam Girmay (ERI)             | 7e                    |
| 42                                               | Roel van Sintmaartensdijk (NED) | 93e                   |
| 43                                               | Vito Braet (BEL)                | 94e                   |
| 44                                               | Hugo Page (FRA)                 | AB                    |
| 45                                               | Adrien Petit (FRA)              | AB                    |
| 46                                               | Laurenz Rex (BEL)               | 10e                   |
| 47                                               | Jonas Rutsch (GER)              | 88e                   |
| Directeur sportif : Dimitri Claeys, Aike Visbeek |                                 |                       |

| Ineos Grenadiers IGD                            | Ineos Grenadiers IGD   | Ineos Grenadiers IGD |
| ----------------------------------------------- | ---------------------- | -------------------- |
| Num                                             | Coureur                | Pos                  |
| 51                                              | Salvatore Puccio (ITA) | AB                   |
| 52                                              | Tobias Foss (NOR)      | 77e                  |
| 53                                              | Bob Jungels (LUX)      | AB                   |
| 54                                              | Connor Swift (GBR)     | 72e                  |
| 55                                              | Joshua Tarling (GBR)   | 49e                  |
| 56                                              | Ben Turner (GBR)       | 25e                  |
| 57                                              | Samuel Watson (GBR)    | 91e                  |
| Directeur sportif : Imanol Erviti, Ian Stannard |                        |                      |

| Team Visma \| Lease a Bike TVL                      | Team Visma \| Lease a Bike TVL | Team Visma \| Lease a Bike TVL |
| --------------------------------------------------- | ------------------------------ | ------------------------------ |
| Num                                                 | Coureur                        | Pos                            |
| 61                                                  | Olav Kooij (NED)               | AB                             |
| 62                                                  | Daniel McLay (GBR)             | AB                             |
| 63                                                  | Victor Campenaerts (BEL)       | 41e                            |
| 64                                                  | Tosh Van der Sande (BEL)       | 78e                            |
| 65                                                  | Tiesj Benoot (BEL)             | 19e                            |
| 66                                                  | Matteo Jorgenson (USA)         | 30e                            |
| 67                                                  | Julien Vermote (BEL)           | 87e                            |
| Directeur sportif : Richard Plugge, Maarten Wynants |                                |                                |

| EF Education-EasyPost EFE                        | EF Education-EasyPost EFE | EF Education-EasyPost EFE |
| ------------------------------------------------ | ------------------------- | ------------------------- |
| Num                                              | Coureur                   | Pos                       |
| 71                                               | Vincenzo Albanese (ITA)   | AB                        |
| 72                                               | Harry Sweeny (AUS)        | 53e                       |
| 73                                               | Owain Doull (GBR)         | 28e                       |
| 74                                               | Madis Mihkels (EST)       | 14e                       |
| 75                                               | Jack Rootkin-Gray (GBR)   | AB                        |
| 76                                               | Yuhi Todome (JPN)         | AB                        |
| 77                                               | Max Walker (GBR)          | 79e                       |
| Directeur sportif : Andreas Klier, Ken Vanmarcke |                           |                           |

| Bahrain Victorious TBV                            | Bahrain Victorious TBV    | Bahrain Victorious TBV |
| ------------------------------------------------- | ------------------------- | ---------------------- |
| Num                                               | Coureur                   | Pos                    |
| 81                                                | Matej Mohorič (SLO)       | AB                     |
| 82                                                | Phil Bauhaus (GER)        | AB                     |
| 83                                                | Alberto Bruttomesso (ITA) | AB                     |
| 84                                                | Kamil Gradek (POL)        | 90e                    |
| 85                                                | Andrea Pasqualon (ITA)    | 68e                    |
| 86                                                | Robert Stannard (AUS)     | AB                     |
| 87                                                | Fred Wright (GBR)         | 56e                    |
| Directeur sportif : Aart Vierhouten, Michał Gołaś |                           |                        |

| Arkéa-B&B Hotels ARK                                  | Arkéa-B&B Hotels ARK  | Arkéa-B&B Hotels ARK |
| ----------------------------------------------------- | --------------------- | -------------------- |
| Num                                                   | Coureur               | Pos                  |
| 91                                                    | Arnaud Démare (FRA)   | 59e                  |
| 92                                                    | Amaury Capiot (BEL)   | AB                   |
| 93                                                    | Léandre Lozouet (FRA) | AB                   |
| 94                                                    | Donavan Grondin (FRA) | AB                   |
| 95                                                    | Miles Scotson (AUS)   | AB                   |
| 96                                                    | Giosuè Epis (ITA)     | AB                   |
| 97                                                    | Pierre Thierry (FRA)  | AB                   |
| Directeur sportif : Sébastien Hinault, Mickaël Leveau |                       |                      |

| Cofidis COF                                            | Cofidis COF             | Cofidis COF |
| ------------------------------------------------------ | ----------------------- | ----------- |
| Num                                                    | Coureur                 | Pos         |
| 101                                                    | Aimé De Gendt (BEL)     | 26e         |
| 102                                                    | Eddy Finé (FRA)         | AB          |
| 103                                                    | Clément Izquierdo (FRA) | AB          |
| 104                                                    | Sam Maisonobe (FRA)     | 33e         |
| 105                                                    | Alexis Renard (FRA)     | AB          |
| 106                                                    | Ludovic Robeet (BEL)    | 70e         |
| 107                                                    | Jan Maas (NED)          | AB          |
| Directeur sportif : Jimmy Engoulvent, Thierry Marichal |                         |             |

| Decathlon-AG2R La Mondiale DAT                              | Decathlon-AG2R La Mondiale DAT | Decathlon-AG2R La Mondiale DAT |
| ----------------------------------------------------------- | ------------------------------ | ------------------------------ |
| Num                                                         | Coureur                        | Pos                            |
| 111                                                         | Oliver Naesen (BEL)            | 21e                            |
| 112                                                         | Dries De Bondt (BEL)           | 22e                            |
| 113                                                         | Sander De Pestel (BEL)         | 35e                            |
| 114                                                         | Oscar Chamberlain (AUS)        | AB                             |
| 115                                                         | Tord Gudmestad (NOR)           | AB                             |
| 116                                                         | Stefan Bissegger (SUI)         | 29e                            |
| 117                                                         | Sam Bennett (IRL)              | AB                             |
| Directeur sportif : Julien Jurdie, Luke Rowe, Didier Jannel |                                |                                |

| Groupama-FDJ GFC                     | Groupama-FDJ GFC        | Groupama-FDJ GFC |
| ------------------------------------ | ----------------------- | ---------------- |
| Num                                  | Coureur                 | Pos              |
| 121                                  | Valentin Madouas (FRA)  | 32e              |
| 122                                  | Cyril Barthe (FRA)      | 60e              |
| 123                                  | Johan Jacobs (SUI)      | AB               |
| 124                                  | Olivier Le Gac (FRA)    | 65e              |
| 125                                  | Sven Erik Bystrøm (NOR) | AB               |
| 126                                  | Paul Penhoët (FRA)      | 86e              |
| 127                                  | Clément Russo (FRA)     | 13e              |
| Directeur sportif : Frédéric Guesdon |                         |                  |

| Movistar Team MOV                    | Movistar Team MOV         | Movistar Team MOV |
| ------------------------------------ | ------------------------- | ----------------- |
| Num                                  | Coureur                   | Pos               |
| 131                                  | Carlos Canal (ESP)        | 20e               |
| 132                                  | Jon Barrenetxea (ESP)     | AB                |
| 133                                  | Davide Cimolai (ITA)      | AB                |
| 134                                  | Iván García Cortina (ESP) | 24e               |
| 135                                  | Orluis Aular (VEN)        | AB                |
| 136                                  | Iván Romeo (ESP)          | AB                |
| 137                                  | Manlio Moro (ITA)         | 95e               |
| Directeur sportif : Jürgen Roelandts |                           |                   |

| Red Bull-Bora-Hansgrohe RBH | Red Bull-Bora-Hansgrohe RBH | Red Bull-Bora-Hansgrohe RBH |
| --------------------------- | --------------------------- | --------------------------- |
| Num                         | Coureur                     | Pos                         |
| 141                         | Jordi Meeus (BEL)           | 9e                          |
| 142                         | Gianni Moscon (ITA)         | AB                          |
| 143                         | Ryan Mullen (IRL)           | AB                          |
| 144                         | Laurence Pithie (NZL)       | 27e                         |
| 145                         | Mick van Dijke (NED)        | 76e                         |
| 146                         | Tim van Dijke (NED)         | 84e                         |
| 147                         | Danny van Poppel (NED)      | AB                          |

| Team Jayco AlUla JAY | Team Jayco AlUla JAY   | Team Jayco AlUla JAY |
| -------------------- | ---------------------- | -------------------- |
| Num                  | Coureur                | Pos                  |
| 151                  | Michael Matthews (AUS) | 39e                  |
| 152                  | Robert Donaldson (GBR) | AB                   |
| 153                  | Patrick Gamper (AUT)   | AB                   |
| 154                  | Kelland O'Brien (AUS)  | AB                   |
| 155                  | Elmar Reinders (NED)   | AB                   |
| 156                  | Max Walscheid (GER)    | 55e                  |
| 157                  | Jasha Sütterlin (GER)  | AB                   |

| Team Picnic-PostNL TPP | Team Picnic-PostNL TPP     | Team Picnic-PostNL TPP |
| ---------------------- | -------------------------- | ---------------------- |
| Num                    | Coureur                    | Pos                    |
| 161                    | John Degenkolb (GER)       | 11e                    |
| 162                    | Alexander Edmondson (AUS)  | AB                     |
| 163                    | Casper van Uden (NED)      | 57e                    |
| 164                    | Sean Flynn (GBR)           | 74e                    |
| 165                    | Enzo Leijnse (NED)         | AB                     |
| 166                    | Tobias Lund Andresen (DEN) | AB                     |
| 167                    | Niklas Märkl (GER)         | AB                     |

| XDS Astana Team XAT | XDS Astana Team XAT    | XDS Astana Team XAT |
| ------------------- | ---------------------- | ------------------- |
| Num                 | Coureur                | Pos                 |
| 171                 | Davide Ballerini (ITA) | 6e                  |
| 172                 | Cees Bol (NED)         | 71e                 |
| 173                 | Aaron Gate (NZL)       | 61e                 |
| 174                 | Michele Gazzoli (ITA)  | AB                  |
| 175                 | Max Kanter (GER)       | AB                  |
| 176                 | Yevgeniy Fedorov (KAZ) | 18e                 |
| 177                 | Mike Teunissen (NED)   | 16e                 |

| Lotto LOT | Lotto LOT                   | Lotto LOT |
| --------- | --------------------------- | --------- |
| Num       | Coureur                     | Pos       |
| 181       | Arnaud De Lie (BEL) (route) | AB        |
| 182       | Jenno Berckmoes (BEL)       | 8e        |
| 183       | Sébastien Grignard (BEL)    | AB        |
| 184       | Alec Segaert (BEL)          | 45e       |
| 185       | Arjen Livyns (BEL)          | 42e       |
| 186       | Brent Van Moer (BEL)        | 31e       |
| 187       | Joshua Giddings (GBR)       | AB        |

| Israel-Premier Tech IPT | Israel-Premier Tech IPT   | Israel-Premier Tech IPT |
| ----------------------- | ------------------------- | ----------------------- |
| Num                     | Coureur                   | Pos                     |
| 191                     | Hugo Hofstetter (FRA)     | 5e                      |
| 193                     | Guillaume Boivin (CAN)    | AB                      |
| 194                     | Pier-André Côté (CAN)     | AB                      |
| 195                     | Riley Pickrell (CAN)      | 80e                     |
| 196                     | Matîs Louvel (FRA)        | 17e                     |
| 197                     | Michael Schwarzmann (GER) | AB                      |
| 198                     | Tom Van Asbroeck (BEL)    | 73e                     |

| Q36.5 Pro Cycling Team Q36 | Q36.5 Pro Cycling Team Q36  | Q36.5 Pro Cycling Team Q36 |
| -------------------------- | --------------------------- | -------------------------- |
| Num                        | Coureur                     | Pos                        |
| 201                        | Giacomo Nizzolo (ITA)       | AB                         |
| 202                        | David González López (ESP)  | AB                         |
| 203                        | Emīls Liepiņš (LAT) (route) | 63e                        |
| 204                        | Kamil Małecki (POL)         | AB                         |
| 205                        | Nicolò Parisini (ITA)       | AB                         |
| 206                        | Jannik Steimle (GER)        | 85e                        |
| 207                        | Rory Townsend (IRL)         | AB                         |

| Team Flanders-Baloise TFB | Team Flanders-Baloise TFB | Team Flanders-Baloise TFB |
| ------------------------- | ------------------------- | ------------------------- |
| Num                       | Coureur                   | Pos                       |
| 211                       | Victor Vercouillie (BEL)  | AB                        |
| 212                       | Jules Hesters (BEL)       | AB                        |
| 213                       | Milan Lanhove (BEL)       | AB                        |
| 214                       | Noah Vandenbranden (BEL)  | AB                        |
| 215                       | Yentl Vandevelde (BEL)    | AB                        |
| 216                       | Ward Vanhoof (BEL)        | 89e                       |
| 217                       | Alex Colman (BEL)         | 75e                       |

| Team TotalEnergies TEN | Team TotalEnergies TEN  | Team TotalEnergies TEN |
| ---------------------- | ----------------------- | ---------------------- |
| Num                    | Coureur                 | Pos                    |
| 221                    | Anthony Turgis (FRA)    | 12e                    |
| 222                    | Sandy Dujardin (FRA)    | AB                     |
| 223                    | Thomas Gachignard (FRA) | AB                     |
| 224                    | Émilien Jeannière (FRA) | AB                     |
| 225                    | Samuel Leroux (FRA)     | 62e                    |
| 226                    | Lorrenzo Manzin (FRA)   | AB                     |
| 227                    | Alexys Brunel (FRA)     | 81e                    |

| Tudor Pro Cycling Team TUD | Tudor Pro Cycling Team TUD | Tudor Pro Cycling Team TUD |
| -------------------------- | -------------------------- | -------------------------- |
| Num                        | Coureur                    | Pos                        |
| 231                        | Matteo Trentin (ITA)       | 15e                        |
| 232                        | Marco Haller (AUT)         | 48e                        |
| 233                        | Petr Kelemen (CZE)         | AB                         |
| 234                        | Fabian Lienhard (SUI)      | 92e                        |
| 235                        | Marius Mayrhofer (GER)     | AB                         |
| 236                        | Arthur Kluckers (LUX)      | AB                         |
| 237                        | Maikel Zijlaard (NED)      | AB                         |

| Uno-X Mobility UXM | Uno-X Mobility UXM          | Uno-X Mobility UXM |
| ------------------ | --------------------------- | ------------------ |
| Num                | Coureur                     | Pos                |
| 241                | Alexander Kristoff (NOR)    | 4e                 |
| 242                | Søren Wærenskjold (NOR)     | AB                 |
| 243                | William Blume Levy (DEN)    | AB                 |
| 244                | Rasmus Tiller (NOR)         | 54e                |
| 245                | Erik Nordsæter Resell (NOR) | 58e                |
| 246                | Anders Skaarseth (NOR)      | 69e                |
| 247                | Jonas Abrahamsen (NOR)      | 40e                |

## Diffusion TV
France : La chaîne L'Equipe, Eurosport